# Denis Lawson
Denis Lawson (Crieff, 27 settembre 1947) è un attore britannico. È principalmente noto per aver interpretato il personaggio di Guerre stellari Wedge Antilles visto nella trilogia originale della saga, e Gordon Urquhart nel film Local Hero.

## Vita personale
Lawson è nato nel Perthshire, in Scozia. Nel 1979 nacque il suo primo figlio, Jamie, frutto di una relazione con l'attrice Diane Fletcher.
Denis incontrò la sua futura moglie Sheila Gish sul set del film del 1985 "That Uncertain Feeling". Vissero assieme per circa 20 anni prima di sposarsi nel maggio 2004. La moglie morì di cancro il 9 marzo 2005. La figlia adottiva Lou Gish, frutto del matrimonio precedente, morì di cancro nel 2006. Denis Lawson è zio ed idolo giovanile di Ewan McGregor, l'attore che ha interpretato Obi-Wan Kenobi nella trilogia prequel della saga Guerre stellari.

## Carriera
Lawson iniziò la sua carriera con un ruolo minore nel 1969, in The Metamorphosis, spettacolo svoltosi nel West End Theatre di Londra. Da allora ha partecipato in commedie televisive come Rock Follies nel 1976 e  Dead Head nel 1986.
Il suo ruolo più conosciuto è quello del pilota di X-wing Wedge Antilles comparso nei film della trilogia originale di Guerre stellari. Lawson ha ripreso il ruolo di Antilles come attore vocale e doppiatore, nel gioco Star Wars: Rogue Squadron II: Rogue Leader.
Nel 2005, ha interpretato John Jarndyce nella serie Bleak House, e ha ricevuto un premio Emmy per il ruolo. Notevole anche la sua partecipazione, nelle vesti del direttore di una misteriosa associazione segreta, alla miniserie Jekyll, una sorta di seguito moderno della classica novella di Robert Louis Stevenson realizzata nel 2007 dalla BBC inglese.
Dal 2011 è entrato nel cast della serie inglese New Tricks,al posto del braccio destro del sovraintendente Pulman, capo dell'ucos.

## Filmografia parziale

### Cinema
- Holocaust 2000, regia di Alberto De Martino (1977)
- Providence, regia di Alain Resnais (1977)
- Guerre stellari (Star Wars), regia di George Lucas (1977)
- L'Impero colpisce ancora (The Empire Strikes Back), regia di Irvin Kershner (1980)
- Il ritorno dello Jedi (Return of the Jedi), regia di Richard Marquand (1983)
- Local Hero, regia di Bill Forsyth (1983)
- Perfect Sense, regia di David Mackenzie (2011)
- Broken - Una vita spezzata (Broken), regia di Rufus Norris (2012)
- The Machine, regia di Caradog W. James (2013)
- Star Wars - L'ascesa di Skywalker (Star Wars: The Rise of Skywalker), regia di J. J. Abrams (2019)

### Televisione
- Il mercante di Venezia (The Merchant of Venice), regia di John Sichel – film TV (1973)
- Intrigo in famiglia (Bejewelled), regia di Terry Marcel – film TV (1991)
- Miss Marple (Agatha Christie's Marple) – serie TV, episodio 3x02 (2007)
- New Tricks - Nuove tracce per vecchie volpi (New Tricks) – serie TV, 37 episodi (2012-2015)
- Delitti in Paradiso (Death in Paradise) – serie TV, episodio 7x01 (2018)

## Doppiatori italiani
Nelle versioni in italiano delle opere in cui ha recitato, Denis Lawson è stato doppiato da:
- Roberto Del Giudice in Guerre Stellari, Il ritorno dello Jedi
- Saverio Moriones in Local Hero, Law & Order: UK
- Pietro Biondi in L'Impero colpisce ancora
- Claudio Capone in Il mercante di Venezia
- Oliviero Dinelli in Hornblower
- Paolo Marchese in Miss Marple
- Dario Penne in Criminal Justice
- Gianni Giuliano in Broken - Una vita spezzata
- Donato Sbodio in The Machine
- Luciano Roffi in Star Wars: L'ascesa di Skywalker